# Miniatur Wunderland
Das Miniatur Wunderland ist laut Guinness World Records die größte Modelleisenbahnanlage der Welt. Sie befindet sich in der historischen Speicherstadt in Hamburg und wird von der Miniatur Wunderland Hamburg GmbH betrieben. Es zählt zu den beliebtesten und meistbesuchten Sehenswürdigkeiten Deutschlands.
Auf den insgesamt ca. 1700 m² großen Modellflächen werden verschiedene Regionen der Welt als Modellbau dargestellt. Nach Betreiberangaben verfügen die Gleise im Maßstab 1:87 über eine Gesamtlänge von mehr als 16 Kilometern, auf denen rund 1200 digital gesteuerte Züge mit mehr als 12.000 Waggons verkehren. Die Anlage wurde mit rund 5300 Häusern und Brücken, mehr als 11.000 Fahrzeugen – wovon etwa 285 die Anlage eigenständig befahren – 47 Flugzeugen und circa 290.000 Figuren gestaltet. Lichttechnisch verfügt die Anlage über einen wiederkehrenden Tag-Nacht-Wechsel sowie über mehr als 500.000 verbaute LED-Lichter (Stand: März 2024).

## Vorgeschichte
Im Sommer 2000 war Frederik Braun in Zürich im Urlaub. Dort kam ihm in einem Modellbahngeschäft die Idee zur größten Modelleisenbahn der Welt. Zurück in Hamburg startete er per E-Mails eine bundesweite Umfrage zur Beliebtheit echter und fiktiver Sehenswürdigkeiten der Stadt; dabei wurde eine gar nicht existierende größte Modellbahn der Welt von den männlichen Befragten auf Platz 3 gewählt. Im Jahr 2001 verkaufte er seine Diskothek Voilà und EDM Records und gründete gemeinsam mit seinem Vater Jochen W. Braun, seinem Zwillingsbruder Gerrit und Stephan Hertz die Miniatur Wunderland GmbH. Durch diesen Namen sollten auch Frauen angesprochen werden.
Nach Angaben der Zwillingsbrüder Gerrit und Frederik Braun passte die Geschäftsidee inklusive Finanzierungsplan auf lediglich zwei Seiten. Erste Geldgeber wurden in der Verwandtschaft gefunden. Nach anfänglicher Ablehnung gab die Hamburger Sparkasse einen Kredit von zwei Millionen DM, unterstützt durch Bürgschaften der Eigentümer und der Bürgschaftsgemeinschaft Hamburg. Die Anlage wurde ohne öffentliche Gelder finanziert.

## Auf- und Ausbau

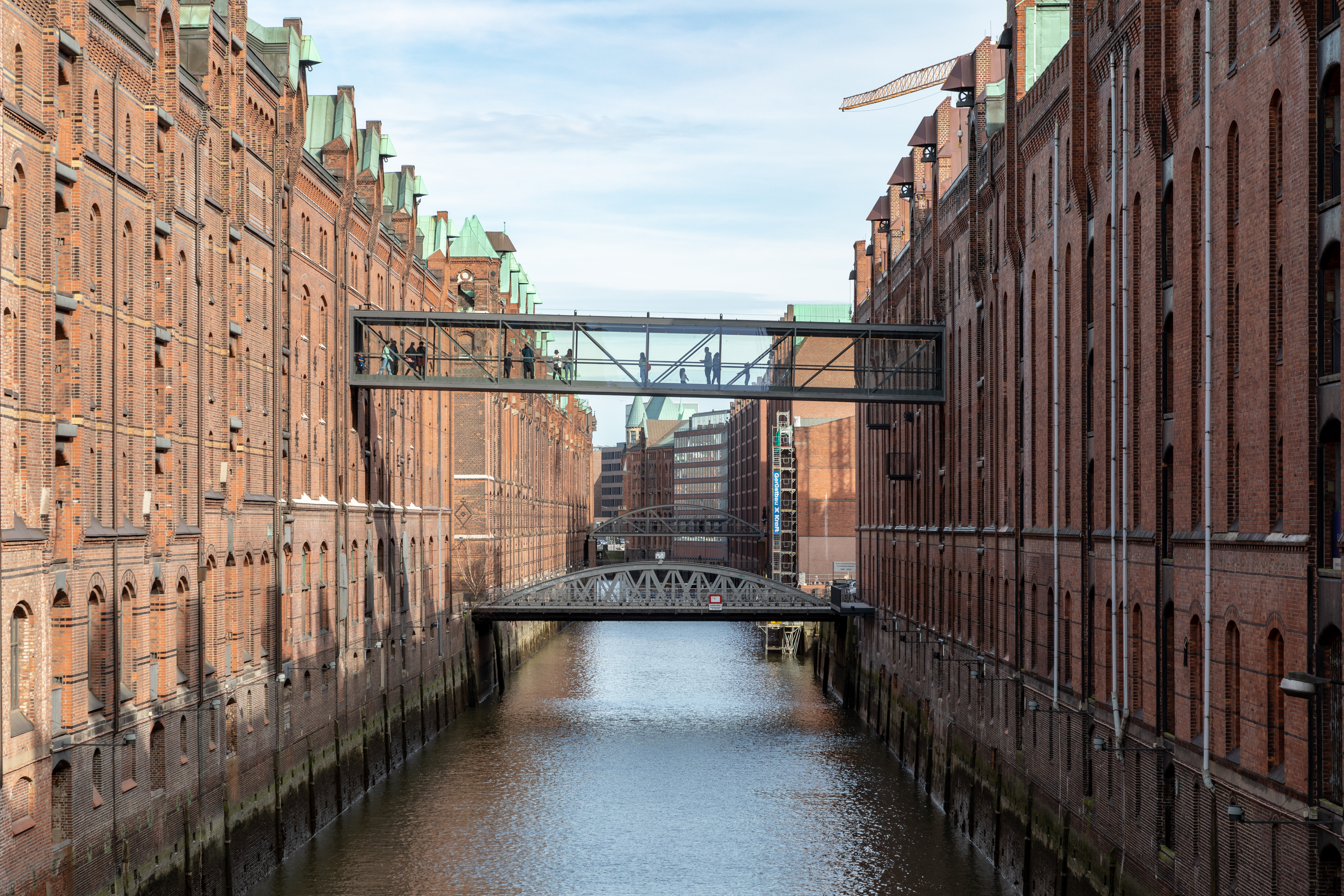
Die 2020 eingeweihte und verglaste Fußgängerbrücke verbindet die zwei Speichergebäude des Wunderlandes.

Das erste Modellbauer-Team und erste Modelle wurden über einen 2-tägigen Workshop gewonnen. Dabei sind mehr Handwerker als herkömmliche Modellbauer ausgewählt worden.
Im Dezember 2000 war Baubeginn. Am 16. August 2001 gingen die ersten drei Abschnitte (Knuffingen, Mitteldeutschland und Österreich) in Betrieb. Seither wurden neue Bereiche angefügt. Mit der Fertigstellung des Abschnitts Hamburg, deutsche Küste im November 2002 wurde das Wunderland die größte Modelleisenbahn in Europa. Im Sommer 2002 entstand ein Bistro. Anlagenerweiterungen erfolgten mit den Abschnitten USA (Dezember 2003) und Skandinavien (Juli 2005). Am 10. September 2015 wurden der Abschnitt Schweiz und der neue Italien-Abschnitt miteinander verbunden. Dadurch stieg die Gleislänge von 13.000 auf 15.400 Meter. Das wurde von einem Guinness-Richter festgehalten, der anschließend die Urkunde für den neu aufgestellten Weltrekord überreichte. Mit den Bauabschnitten Rio de Janeiro (incl. der Welt von oben), Patagonien und Monaco & Provence wurden weitere 1100 Meter hinzugefügt.
Die Streckenlänge von knapp 16.500 Metern entspricht 1400 Kilometern in Originalgröße, so dass dies nun auch die größte Modelleisenbahnanlage der Welt über alle Maßstäbe hinweg darstellt. Bis 2024 betrugen die Baukosten ca. 45 Mio. Euro.

### Abschnitte
| Nr.  | Abschnitt                                                       | Abschnittsfoto | Gebaut von … bis …     | Eröffnung            | Größe (etwa)             | Bauzeit in Stunden | Quelle        |
| ---- | --------------------------------------------------------------- | -------------- | ---------------------- | -------------------- | ------------------------ | ------------------ | ------------- |
| 01   | Mitteldeutschland / Harz                                        |                | Dez. 2000 – Aug. 2001  | 16. August 2001      | 120 m²                   | 69.000             | [ 20 ]        |
| 02   | Knuffingen (Fiktive Stadt)                                      |                | Dez. 2000 – Aug. 2001  | 16. August 2001      | 120 m²                   | 28.000             | [ 20 ]        |
| 03   | Österreich                                                      |                | Dez. 2000 – Aug. 2001  | 16. August 2001      | 060 m²                   | 12.000             | [ 20 ]        |
| 04   | Hamburg                                                         |                | Nov. 2001 – Nov. 2002  | 22. November 2002    | 200 m²                   | 109.000            | [ 20 ]        |
| 05   | Amerika                                                         |                | Jan. 2003 – Dez. 2003  | 8. Dezember 2003     | 100 m²                   | 99.000             | [ 20 ]        |
| 06   | Skandinavien                                                    |                | Juli 2004 – Juli 2005  | 13. Juli 2005        | 300 m²                   | 140.000            |               |
| 07   | Schweiz                                                         |                | Okt. 2005 – Nov. 2007  | 12. November 2007    | 250 m²                   | 150.000            | [ 20 ]        |
| 08   | Knuffingen Airport                                              |                | Juni 2005 – Mai 2011   | 4. Mai 2011          | 150 m²                   | 150.000            | [ 20 ]        |
| 04 a | Hamburg – Teilabschnitt Hafencity mit Elbphilharmonie           |                | Aug. 2012 – Nov. 2013  | 13. November 2013    | 009 m² a                 | 13.000             | [ 21 ]        |
| 09   | Italien                                                         |                | Feb. 2013 – Sep. 2016  | 28. September 2016   | 190 m²                   | 180.000            | [ 20 ]        |
| 09 a | Italien – Teilabschnitt Venedig                                 |                | Dez. 2016 – Feb. 2018  | 21. Februar 2018     | 009 m²                   | 35.000             | [ 22 ]        |
| 01 a | Mitteldeutschland / Harz – Teilabschnitt Kirmes                 |                | April 2019 – Juni 2020 | 30. Juni 2020        | 008 m² a                 | 24.500             | [ 23 ]        |
| 10a  | Monaco                                                          |                | Mai 2018 – April 2024  | 25. April 2024       | 040 m²                   | 150.000            | [ 24 ]        |
| 10b  | Provence                                                        |                | Mai 2018 – April 2024  | 25. April 2024       | 030 m²                   | 150.000            |               |
| 11a  | Rio de Janeiro                                                  |                | Nov. 2017 – Dez. 2021  | 2. Dezember 2021     | 046 m²                   | 60.000             | [ 25 ]        |
| 11b  | Die Welt von oben (Brücke zwischen den beiden Speichergebäuden) |                | März 2021 – Dez. 2021  | 2. Dezember 2021     | 014 m²                   | 2.900              | [ 25 ] [ 26 ] |
| 12   | Patagonien                                                      |                | Juni 2019 – Mai 2023   | 3. Mai 2023          | 065 m²                   | 50.000             | [ 27 ] [ 28 ] |
| 13   | Regenwald Atacama Anden Peru/Bolivien                           |                | seit 2022              | Anfang 2026 (im Bau) | 121 m² 31 m² 18 m² 48 m² |                    | [ 8 ]         |
| 14   | Karibik                                                         |                |                        | 2027 (in Planung)    | ca. 67 m²                |                    | [ 29 ]        |
| 15   | Großbritannien                                                  |                |                        | 2028 (in Planung)    |                          |                    |               |

### Anlage

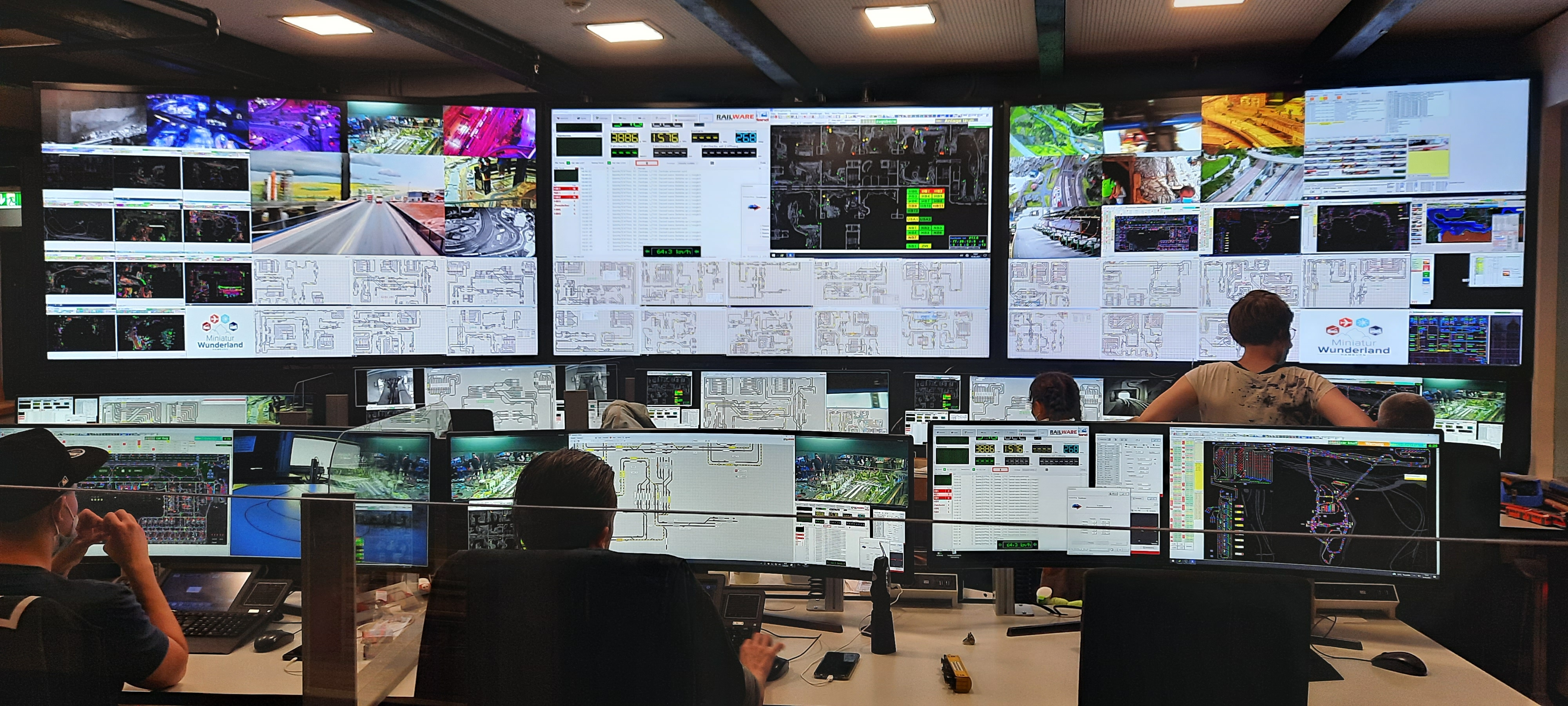
Der Leitstand, 2021

Die Besucher begehen die Anlage in verwinkelten Gängen mit halbinselartigen Ausbuchtungen auf zwei Ebenen. Führungen „hinter die Kulissen“ erfolgen in Gängen zwischen der Anlage und den Wänden mit Einblicken auf die Schattenbahnhöfe und die Technik für den Flugbetrieb.
Die Anlage besteht (Stand: April 2024) aus zwölf fertiggestellten Abschnitten:
1. Die ersten drei Abschnitte wurden parallel erstellt. Sie zeigen Mitteldeutschland mit dem Harz, außerdem verfügen sie über eine lange ICE-Hochgeschwindigkeitstrasse.
2. Die fiktive Stadt Knuffingen erhielt als Besonderheit ein Straßensystem mit autonom fahrenden Autos.
3. Im Abschnitt Österreich ging es um die Umsetzung des Themas Alpen, unter anderem durch eine vielstöckige Wendel, von der aus Züge aus den übrigen Abschnitten die Flurseite über den Köpfen der Besucher wechseln.
4. Die nächste Ausbaustufe umfasste den Abschnitt mit dem Thema Hamburg, deutsche Küste.
5. Der Amerika-Abschnitt enthält unter anderem Las Vegas, Miami und den Wilden Westen sowie wieder ein System mit fahrenden Autos und einen Weltraumbahnhof.
6. Der Abschnitt Skandinavien setzt den Schwerpunkt mit einer echten Wasserfläche: In der 30.000 Liter fassenden  „Nord-Ost-See“ sollen in Zukunft computergesteuerte Schiffe verkehren. Zurzeit wird noch manuell gesteuert. Auch Ebbe und Flut werden hier simuliert. Eine Miniatur-Storebeltbrücke überquert die „Nord-Ost-See“. Ein Bergwerksbetrieb erinnert an Kiruna.
7. Die über zwei Etagen reichenden Schweizer Alpen sind den Landschaften der Kantone Tessin, Graubünden und Wallis nachempfunden. Durch einen Deckendurchbruch auf einer Gesamtfläche von 100 Quadratmeter erreichen die Berge fast sechs Meter Höhe. Die Besucher erreichen diese neue Ebene über Treppen, während die Züge in verdeckten Kehren und in einem Loklift die Höhenunterschiede überwinden.
8. Der Abschnitt Knuffingen Airport wurde im Mai 2011 nach rund sechs Jahren Bau und Entwicklungszeit eröffnet. Zu sehen ist ein 150 Quadratmeter großer Flughafen mit einer weltweit einzigartigen Flughafensteuerung.
4a. Ein kleiner Teilabschnitt bildet die Hamburger HafenCity mit der Elbphilharmonie nach. Auf insgesamt neun Quadratmetern wurden zehn ausgewählte Häuser aufgebaut.
9. Im Bauabschnitt Italien sind einige Sehenswürdigkeiten Roms sowie Landschaften wie die Toskana oder der lavaspeiende Vesuv zu sehen.
9a. Im Februar 2018 wurde der Abschnitt Venedig mit neun Quadratmeter eröffnet. Mit rund 35.000 Arbeitsstunden ist es der – im Verhältnis zur Größe – aufwändigste Abschnitt.
11b. Am 15. Juli 2020 wurde in 16 Meter Höhe eine 25 Meter lange Fußgängerbrücke über das Fleet zum gegenüberliegenden Speicher eingebaut. Am 2. Dezember 2021 wurde auf der Brücke der Teilabschnitt „Welt von oben“ eröffnet. Die Brücke verbindet den alten Speicher, in dem sich der größte Teil der Ausstellungsfläche befindet, mit dem neuen Speicher. Weil die Modellfläche auf dem Fußboden gebaut ist, entsteht eine „Draufsicht“ auf verschiedene Landschaften der Welt. Die Modellfläche ist ca. 14 m². Auf zwei Schienensträngen verkehren Züge auf 25 Metern Gleisen zwischen den beiden Gebäuden. Die filigrane Fußgängerbrücke wurde am 30. Mai 2023 mit dem Deutschen Brückenbaupreis 2023 in der Kategorie Fuß- und Radwegbrücken ausgezeichnet.
11a. Am 2. Dezember 2021 wurde der Teilabschnitt Rio de Janeiro nach vier Jahren Bauzeit eröffnet. Rio de Janeiro ist 46 m² groß. Große Teile des neuen Bauabschnitts wurden in Argentinien bei der Modellbaufirma Martinez in Pilar gebaut. „Rio de Janeiro“ ist der erste Teilabschnitt im „neuen“ Speicher.
12. Am 3. Mai 2023 wurde im „neuen“ Speicher der Abschnitt Patagonien eröffnet. Die Fläche beträgt 65 Quadratmeter. Auch „Patagonien“ wurde überwiegend von dem Modellbauunternehmen Martinez aus Pilar erbaut.
10a. und 10b. Am 25. April 2024 wurde der Abschnitt Monaco & die Provence eröffnet. Die Entwicklung der Formel-1-Strecke Circuit de Monaco hat 11 Jahre gedauert.
| Abschnitt Nr. | Gleise   | Weichen | Signale | PCs | Züge  | Waggons | Häuser & Brücken | Autos  | Schiffe & Boote | Figuren | LED     | Bäume   |
| ------------- | -------- | ------- | ------- | --- | ----- | ------- | ---------------- | ------ | --------------- | ------- | ------- | ------- |
| 1 u. 1a       | 1.400 m  | 120     | 80      | 4   | 130   | 1.000   | 355              | 420    |                 | 28.500  | 216.000 | 10.000  |
| 2             | 1.000 m  | 250     | 120     | 0   | 60    | 550     | 500              | 31     |                 | 10.000  | 30.000  | 9.000   |
| 3             | 600 m    | 80      | 20      | 3   | 40    | 380     | 150              | 180    |                 | 6.500   | 14.000  | 10.000  |
| 4 u. 4a       | 2.600 m  | 550     | 260     | 9   | 190   | 1.800   | 1.010            | 1.300  | ..              | 50.000  | 62.500  | 12.000  |
| 5             | 1.400 m  | 300     | 120     | 1   | 140   | 2.250   | 450              | 800    |                 | 30.000  | 70.000  | 10.000  |
| 6             | 2.000 m  | 600     | 300     | 7   | 150   | 2.100   | 500              | 600    | 16              | 40.000  | 50.000  | 30.000  |
| 7             | 3.000 m  | 600     | 300     | 7   | 180   | 2.300   | 700              | 1.000  |                 | 50.000  | 45.000  | 35.000  |
| 8             | 1.000 m  | -       | -       | -   | -     | -       | 75               | 90     |                 | 15.000  | 40.000  | 4.000   |
| 9 u. 9a       | 2.400 m  | 404     | 110     | 4   | 110   | 800     | 704              | 400    | 288             | 33.000  | 54.000  | 10.000  |
| 10a           | 50 m     | 0       | 0       | x   | 0     | 0       | 304              | 300    | 175             | 7.000   | 20.000  | 4.000   |
| 10b           | 230 m    | 24      | 8       | 1   | 40    | 200     | 50               | 100    | 0               | 1.000   | 3.000   | 8.000   |
| 11a           | 423 m    | 63      | 12      | x   | 85    | 300     | 302              | 1.000  | 20              | 20.000  | 18.000  | 12.000  |
| 11b           | 50 m     | 0       | 0       |     | 20    | x       | 255              |        | 2               | 2.000   |         | 500     |
| 12            | 353 m    | 110     |         |     |       |         | 102              | 80     | 15              | 410     |         | 3.000   |
| Ges.          | 16.491 m | 3.627   | 1.403   | 59  | 1.231 | 12.000  | 5.278            | 11.080 | 516             | 292.110 | 521.500 | 157.000 |

Daten der beiden vorstehenden Tabellen entstammen Betreiberangaben.

### Besonderheiten

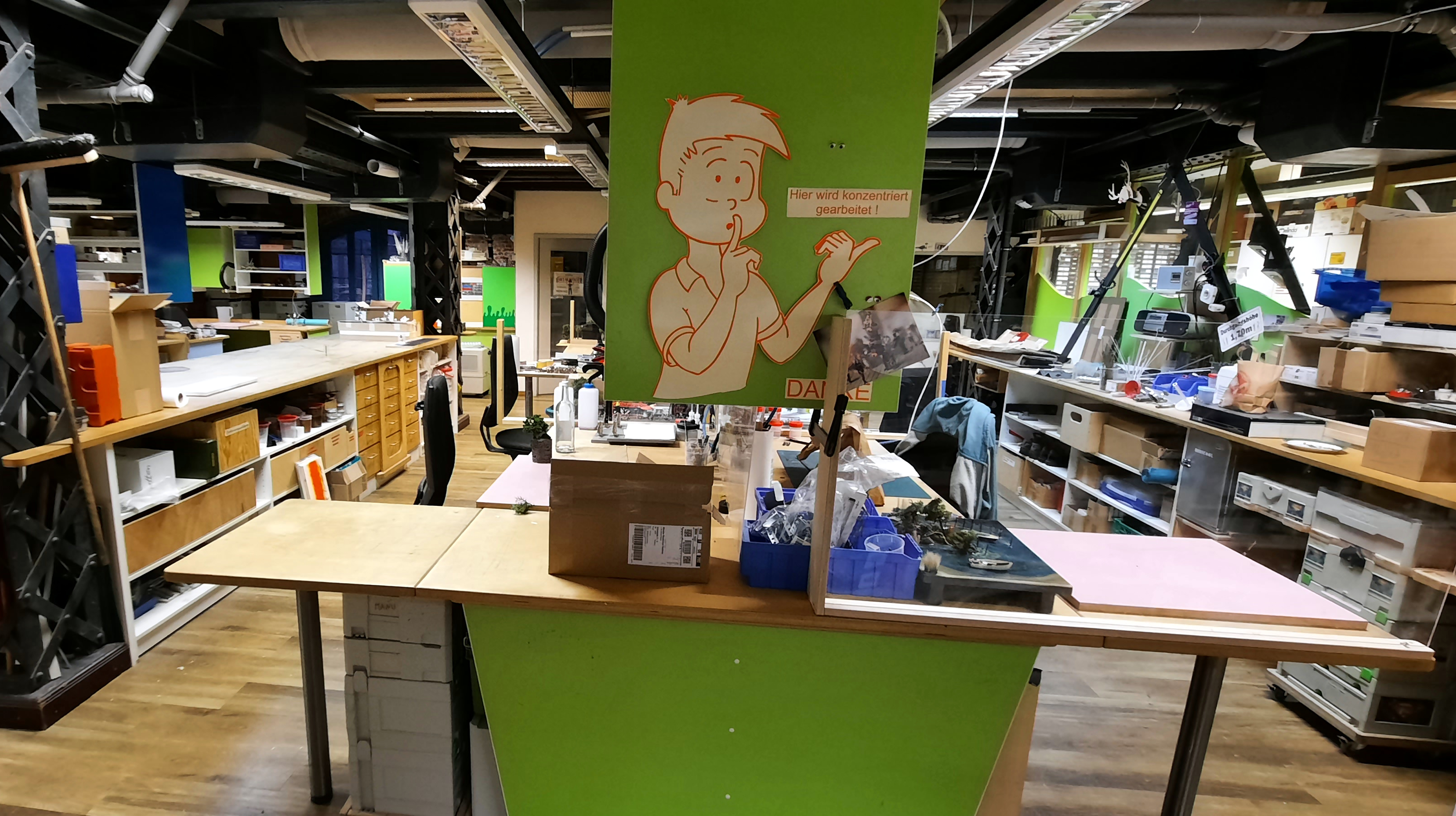
Ein Teil der Werkstatt, 2021

Zu den Besonderheiten gehört ein simulierter Tagesablauf, bei dem sich alle 15 Minuten Dämmerung, Nacht, Sonnenaufgang und Tag wiederholen. Dazu gehört eine automatische Lichtsteuerung, die annähernd 500.000 LED-Lichter zur Tageszeit passend schaltet.
Die 120 Quadratmeter große Fantasiestadt Knuffingen mit rund 6.000 Einwohnern ist mit über 100 autonom fahrenden Modellautos ausgestattet, darunter auch zahlreiche Feuerwehrfahrzeuge, mit denen in Knuffingen alle 15 Minuten ein Feuerwehreinsatz simuliert wird. Die Verkehrssimulation erfolgt durch ein modifiziertes Car-System, das auch in den Abschnitten Amerika, Skandinavien und Knuffingen Airport verbaut wurde. Im Abschnitt Amerika ist ein Interstate Highway mit einem dynamischen Verkehrsleitsystem ausgestattet, welches durch vier verschiedene Geschwindigkeitsbegrenzungen sowie Dauerlichtzeichen und eine variable Textanzeige den Verkehr regelt.
Die Anlage gilt als detailreich, als Beispiele gelten eine sich verändernde Spielstandsanzeige im Volksparkstadion und eine magnetisch gesteuerte Kuh in einem Kuhfladen-Bingo-Spiel, ein verunglückter Käserad-Laster sowie ein Miniatur-Blinkenlights im Hamburg-Abschnitt. Auch gibt es dort eine Jet-Tankstelle, die die realen aktuellen Benzinpreise ihres Vorbildes in der Hamburger Amsinckstraße anzeigt.
Im Volksparkstadion spielen an jedem simulierten Tag der HSV und der FC St. Pauli gegeneinander. Alle Spiele enden mit 4:3 für den HSV.
Durch rund 200 Taster können die Besucher Vorgänge auf der Anlage steuern. Diese sogenannten Knopfdruckaktionen sind für viele Besucher ein Highlight. Es startet beispielsweise ein Bergwerkszug, Windräder drehen sich, im Volksparkstadion fällt das nächste Tor, der Transrapid verlässt den Bahnhof, ein Space Shuttle startet, ein Hubschrauber hebt ab oder Pinocchios Nase beginnt zu wachsen. Ein Taster ermöglicht es dem Besucher, die simulierte Produktion einer kleinen Tafel Schokolade in einer Fabrik zu beobachten und ein Stück echter Lindt-Schokolade zu erhalten.
In Augenhöhe von Kindern finden sich kleine Höhlen mit beleuchteten Dioramen.
Bei bestimmten Führungen ist auch ein Blick hinter die Kulissen möglich, wo sich auch detaillierte Figuren befinden, die vom normalen Publikumsbereich aus nicht eingesehen werden können.

### Knuffingen Airport
Nach sechsjähriger Planungs- und Bauzeit ist am 4. Mai 2011 der Modellflughafen „Knuffingen Airport“ in Betrieb genommen worden. Seine Gebäude ähneln dem Hamburger Flughafen. Wie im fiktiven Hauptort Knuffingen gibt es auch hier eine Simulation einer Feuerwehr mit großem Fuhrpark, unter anderem vier Flugfeldlöschfahrzeugen. Auf der 14 Meter langen Startbahn werden Flugzeugmodelle auf einem unsichtbaren Schlitten maßstäblich realistisch beschleunigt. Mittels zweier Führungsstangen heben sie scheinbar vom Boden ab, um in einer (Wolken-)Wand zu verschwinden. Durch die Führungsstangen ist je nach Startphase die Neigung der Flugzeuge der Wirklichkeit angenähert möglich.
Gezeigt werden verschiedene Verkehrsflugzeuge einschließlich Boeing 747 und Airbus A380, in den Lackierungen aktueller und ehemaliger Fluggesellschaften auf der ganzen Welt. Modelle der Flugzeuge Airbus A350 und Boeing 787 „Dreamliner“ starten und landen in Knuffingen ebenso wie Klassiker wie die Super Constellation. Es gibt eine Concorde in British-Airways-Lackierung, ein Space Shuttle, eine Biene und das aus Star Wars bekannte Raumschiff „Millennium Falcon“. Inklusive der „Spaß-Flugzeuge“ umfasst die Flotte 42 aktiv fliegende Flugzeuge.
Die Bewegung der Flugzeuge am Boden erfolgt durch eine an das Car-System angelehnte Technik. Die Fahrzeuge im Flughafen erzählen eigene kleine Geschichten mit aufeinander abgestimmten Tankvorgängen, Be- und Entladen bei den Flugzeugparkpositionen.
Am Flughafen gibt es unterirdisch einen Airport-Bahnhof, an dessen Bahnsteigen S-Bahnen und Fernverkehrszüge halten.
Nach Angaben der Betreiber stecken in den 150 Quadratmetern 150.000 Arbeitsstunden. Die Fläche ist neben den Flugzeugmodellen auch mit hunderten Autos, Fluggastbrücken, Parkhaus, Flughafenhotel, U-Bahn und Einzelfiguren gestaltet.
Über dem Flughafen befinden sich zwei Monitore, die Ankünfte und Abflüge anzeigen. Auch der unterirdische Airport-Bahnhof verfügt über kleine Anzeigetafeln, auf denen die Fluginformationen zu sehen sind. Ebenso sind die Ankunfts- und Abflugtafeln auf der Webseite einsehbar.

### Formel 1
Die Formel-1-Strecke im Bauabschnitt Monaco ist gemessen an der Länge der Entwicklungszeit von elf Jahren, am Programmieraufwand und am nötigen elektronischen Equipment unter der Anlage das bislang anspruchsvollste Projekt des Miniatur Wunderlandes.
Ihr Alleinstellungsmerkmal ist die Möglichkeit, dass sich die Rennfahrzeuge auf der gesamten Fahrbahnbreite frei bewegen können, sodass jedes Fahrzeug unabhängig von den anderen nach individuellen Vorteilen sucht und sich die Autos auf der Strecke an nicht festgelegten Stellen gegenseitig überholen können. Dadurch ergibt sich ein immer wieder neuer und nicht vorherbestimmter Rennverlauf.
Die freie Bewegung der Rennautos wird ermöglicht durch das Zusammenspiel von Permanent-Magneten (sogenannte Halbach-Arrays) im Fahrzeugboden und der Straße. Sie ist aus 24 mehrlagigen Leiterplatten aufgebaut, auf denen Leiterbahnen im Abstand von 0,7 mm in Längs- und Querrichtung verlaufen. Durch kurzzeitige Stromimpulse werden in der Fahrbahn wandernde Magnetfelder aufgebaut, die die Permanentmagnete im Fahrzeugboden in Bewegung versetzen.
Auf der Unterseite der Fahrbahn sind 5700 sogenannte Hall-Sensoren befestigt, die von 90 Ortungs-Platinen ausgelesen werden. Die Ortung der Fahrzeuge ist notwendig, damit immer wieder vorkommende interne Fehler nicht zum Abbruch eines Rennens führen, sondern automatisiert korrigiert werden können.
Die Steuerung der Rennautos wird ausgehend von einem Leit-Rechner auf Mikrocontroller übertragen, die auf weiteren 90 Platinen untergebracht sind.
An einem Rennen sind jeweils 14 Formel-1- bzw. Formel-E-Rennautos beteiligt. Die Rennen werden über sechs Runden ausgetragen und es finden pro Rennrunde ca. 2,5 Überholmanöver statt. Der Rennverlauf wird, wie bei richtigen Formel-1-Rennen, auf Video-Bildschirmen übertragen, die ihr Signal von winzigen Kameras erhalten, die entlang der Strecke aufgestellt sind.

### Maßstabstreue

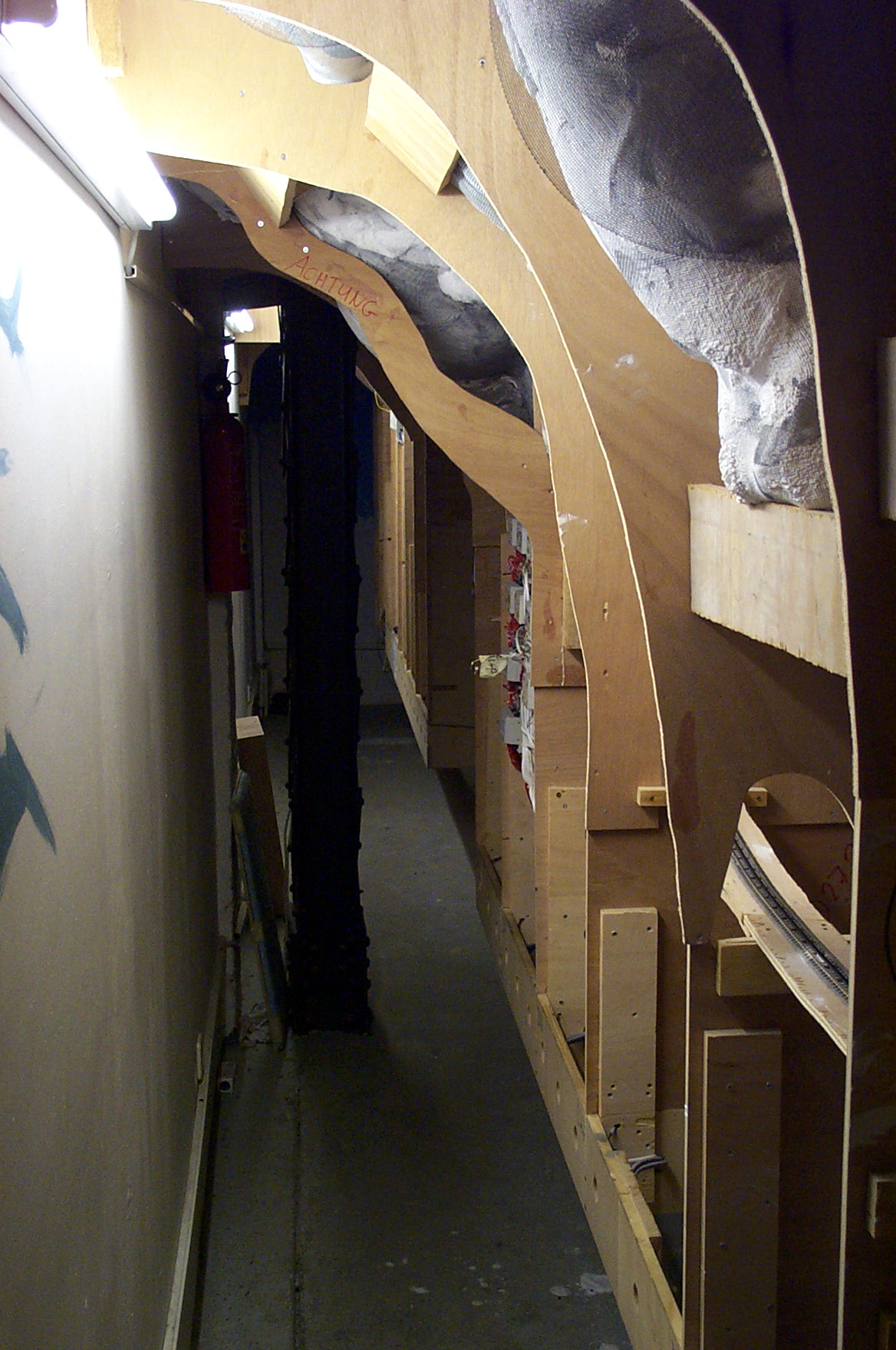
Hinter den Kulissen: Durchgang unter den Alpen

Einige der Wirklichkeit ganz oder teilweise nachempfundene Bauwerke entsprechen nicht dem der Anlage zugrundeliegenden Generalmaßstab der verwendeten Nenngröße H0 von 1:87, sondern sind teils deutlich verkleinert dargestellt. So misst die Start- und Landebahn des Verkehrsflughafens in der Länge etwa 14 Meter statt der maßstäblich angezeigten 30 bis 45 Meter sowie in der Breite deutlich weniger als die verhältnismäßigen 50 bis 70 cm. Die Nachbildungen des Heinrich-Hertz-Turms und der Michaeliskirche sind jeweils deutlich niedriger als die geforderten Höhen von 3,20 Meter beziehungsweise 1,50 m. Der Fußballplatz in der Hamburger Arena ist mit einer dem Maßstab 1:150 entsprechenden Länge von 70 cm ebenfalls kürzer als die der Spurweite entsprechenden 1,20 Meter und auch entsprechend schmaler. Die Anstiegswinkel der Deiche sind gegenüber der Wirklichkeit deutlich überspitzt, um eine geringere Breite zu erfordern. Das Schloss Neuschwanstein ist im Maßstab 1:120 gebaut. Im „Abschnitt Hafencity und Elbphilharmonie“ wurde ebenfalls ein anderer Maßstab verwendet. Die Gebäude sind alle auf einem Grundriss von 1:120 gebaut, deshalb mussten sie gestaucht und einige Stockwerke sogar ganz weggelassen werden, damit die Figuren (welche auch dort im Maßstab 1:87 sind) in die Gebäude passen. Die Elbphilharmonie selbst wird im Maßstab 1:130 nochmals etwas kleiner. Wenn man sich Gebäude von unten nach oben ansieht, wirken sie viel größer als von oben herab betrachtet.
Auch der „Zuckerhut“-Berg in Rio de Janeiro ist deutlich gestaucht.

## Besucherzahlen
Am 5. Dezember 2012 kam der zehnmillionste Besucher in das Miniatur Wunderland, am 2. Dezember 2016 der fünfzehnmillionste, am 23. August 2021 der zwanzigmillionste und am 7. März 2025 der fünfundzwanzigmillionste. Im Jahr 2019 verzeichnete das Miniatur Wunderland rund 1,4 Millionen Besucher, 35 % davon kamen aus dem Ausland. Da die Ausstellung im Zuge der Coronavirus-Pandemie den größten Teil der Jahre 2020 und 2021 für Besucher geschlossen oder nur mit geringer Auslastung geöffnet war, sank die Zahl der Besucher in den Jahren 2020 und 2021 um jeweils rund 1 Million.
| Besucherzahlen   | Besucherzahlen | Besucherzahlen | Besucherzahlen | Besucherzahlen |
| ---------------- | -------------- | -------------- | -------------- | -------------- |
| Jahr             |                |                | Anzahl         |                |
| 2007             | 2007           |                | 876.000        | 876.000        |
| 2008             | 2008           |                | 1.010.000      | 1.010.000      |
| 2009             | 2009           |                | 1.017.000      | 1.017.000      |
| 2010             | 2010           |                | 1.069.000      | 1.069.000      |
| 2011             | 2011           |                | 1.218.000      | 1.218.000      |
| 2012             | 2012           |                | 1.226.000      | 1.226.000      |
| 2013             | 2013           |                | 1.226.000      | 1.226.000      |
| 2014             | 2014           |                | 1.228.000      | 1.228.000      |
| 2015             | 2015           |                | 1.252.000      | 1.252.000      |
| 2016             | 2016           |                | 1.336.000      | 1.336.000      |
| 2017             | 2017           |                | 1.401.000      | 1.401.000      |
| 2018             | 2018           |                | 1.403.000      | 1.403.000      |
| 2019             | 2019           |                | 1.424.000      | 1.424.000      |
| 2020             | 2020           |                | 498.000        | 498.000        |
| 2021             | 2021           |                | 454.000        | 454.000        |
| 2022             | 2022           |                | 1.327.000      | 1.327.000      |
| 2023             | 2023           |                | 1.525.000      | 1.525.000      |
| Betreiberangaben |                |                |                |                |

## Auszeichnungen
2010 erhielten die Unternehmensgründer Frederik und Gerrit Braun sowie Stephan Hertz für ihr soziales Engagement das Verdienstkreuz am Bande des Verdienstordens der Bundesrepublik Deutschland. 2012 wurde das Miniatur Wunderland für den europäischen Museumspreis Luigi Michelleti Award in der Kategorie „bestes Technik- und Industriemuseum Europas“ nominiert, der in Augsburg verliehen wurde.
Das Miniatur Wunderland wurde bereits mehrfach von ausländischen Touristen zur beliebtesten Sehenswürdigkeit Deutschlands gewählt, unter anderem in den Jahren 2016, 2017, 2021, 2022 und 2024.

### Weltrekorde
Neben dem Weltrekord als größte Modelleisenbahnanlage der Welt und der größten maßstabsübergreifenden Modelleisenbahnanlage der Welt hält das Miniatur Wunderland weitere Weltrekorde:
Knuffingen Airport gilt als der größte Miniatur-Flughafen der Welt.
Im November 2013 zogen 200 Modellloks der Spurweite H0 eine echte Elektrolok der DB-Baureihe 101 (84 t) über 10 m weit.
Im April 2021 wurde im Miniaturwunderland das längste Medley klassischer Musik von einer Modellbahn gespielt. Dafür fuhr eine Rangierlok mit mehreren Schlagstangen an mit Wasser gefüllten Gläsern vorbei.
Im Jahr 2004 konnte mit 103 Meter der Weltrekord für den längsten H0-Modellzug errungen werden. Im Jahr 2005 konnte dieser Rekord auf 110 Metern gesteigert werden, musste jedoch im Jahr 2007 an die Wiener Modellbaumesse abgegeben werden. Im Folgejahr konnte der Rekord mit einem 267 Meter langen Zug zurückgewonnen werden. Im Jahr 2011 musste der Rekord an das Convention Center in Wilmington (USA) abgegeben werden.

## Präsenz in den Medien
Der 106-minütige Spiegel-TV-Dokumentarfilm Miniatur Wunderland – Hinter den Kulissen der größten digitalen Modelleisenbahn der Welt aus dem Jahr 2004 gibt Einblicke in die Planungen, den Aufbau und den Alltag des Miniatur Wunderlandes.
Mehrfach wurden die Hamburger nach Fertigstellung der verschiedenen Ausbaustufen von einem Reporterteam der Eisenbahn-Romantik vom SWR besucht. Auch ihnen wurde ein Blick hinter die Kulissen gewährt. Zahlreiche Fernsehsender, Zeitschriften und Zeitungen berichteten bereits über das Miniatur Wunderland.
Im Mai 2009 drehte der Rapper Samy Deluxe den Videoclip zu seinem gesellschaftskritischen Lied Stumm im Miniatur Wunderland. Innerhalb von nur einer Nacht wurden ungefähr 100 Sequenzen aufgenommen, in denen eine Miniaturfigur durch die Anlage „läuft“ (Stop-Motion).
Am 5. Dezember 2009 fand die Außenwette der Fernsehsendung Wetten, dass..? im Miniatur Wunderland statt.
Die Handlung mehrerer Folgen der Hamburger Krimiserie Großstadtrevier spielte im Miniatur Wunderland.
Unter lebhaftem Medieninteresse wurde 2013 nach einjähriger Bauzeit ein Modell der Elbphilharmonie noch vor der Fertigstellung des Originalbauwerks eröffnet. Das markante Wellen-Dach über dem Großen Konzertsaal kann per Knopfdruck entlang der Längsachse aufgeklappt werden, woraufhin ein bewegliches Miniatur-Orchester zu sehen ist.
Im Mai 2014 wurde in Kooperation mit dem Rapper Das Bo ein Musikvideo anlässlich der Fußball-Weltmeisterschaft 2014 gedreht.
Im Jahr 2015 wurde gemeinsam mit der Sängerin Helene Fischer eine Aktion für Ein Herz für Kinder gestartet, bei der über 450.000 Euro (Stand 01/2016) gesammelt wurden. Die Aktion wurde unter anderem in der Ein Herz für Kinder Gala präsentiert.
Im Januar 2016 brachte das Miniatur Wunderland gemeinsam mit Google MiniView heraus – eine Miniaturversion von Google Street View. Die Aktion fand weltweit Anklang.
Ende April 2018 besuchte der Unterhaltungskünstler und Comiczeichner Otto Waalkes die neue „Knopfdruck“-Anlage seines Bühnenauftritts mit beweglichen Figuren, originalem Otto-Video auf einem Miniatur-Großbildschirm und hüpfenden Ottifanten im Publikum.
Seit 2020 gibt es außerdem eine Sendung bei DMAX über das Miniatur Wunderland namens „Die Modellbauer – Das Miniatur Wunderland“. Im Jahr 2021 lief die Sendung „Deutschlands beste Miniaturbauer“ auf Kabel 1, in der fünf Modellbauerteams gegeneinander antraten und neben 10000 Euro auch einen Platz in einer Sonderausstellung des Miniatur Wunderlands gewinnen konnten.
Einmal im Jahr gibt es die „Ich kann es mir nicht leisten“-Aktion. Wer während dieser Tage an der Kasse sagt, dass er sich den Eintritt nicht leisten kann, kann die Anlage ohne Nachfrage kostenlos besichtigen. Während dieser Aktion kann es zu längeren Wartezeiten kommen. Die Aktion wird nach Angaben der Gründer nicht finanziell spürbar von Trittbrettfahrern ausgenutzt, da die Gastronomieumsätze pro Kopf im selben Zeitraum um 30–40 % geringer sind.
Auf YouTube, seit 2009 mit dem Kanal „Miniatur Wunderland“, mit über 700.000 Abonnenten und fast 270 Millionen Aufrufen (Stand 2024), veröffentlichen die Brüder regelmäßig – derzeit sonntags – etwa viertelstündige Updates und Hintergrundinformationen.
Am 7. März 2024 erschien der Kinodokumentarfilm mit dem Titel „Wunderland – Vom Kindheitstraum zum Welterfolg“. Dieser soll unter anderem die Kindheit von Gerrit und Frederik behandeln. Es soll auf bisher unveröffentlichtes Archivmaterial zurückgegriffen worden sein. Der Film entstand zusammen mit Tobis Film und hatte in der Startwoche 66 000 Besucher.
Der Abschnitt Monaco wurde am 25. April 2024 von Fürst Albert II. in Begleitung seiner Familie eröffnet. Nach einem privaten Rundgang starteten sie gemeinsam das erste Formel-1-Rennen in der Miniaturversion des Stadtstaates.
Seit Juni 2024 strahlt N-tv die Dokumentation „Miniaturwunderland XXL“, die ebenfalls alle Stationen vom Anfang bis heute dokumentiert, als Wiederholung aus. Sie lief zuerst auf Spiegel TV Wissen und auf Nitro (Fernsehsender).

## Filme (Auswahl)
- Miniatur-Wunderland. Teil 1. Dokumentarfilm, 28:37 Min., Deutschland 2002, Buch und Moderation: Hagen von Ortloff, Produktion: SWR, Reihe: Eisenbahn-Romantik Folge 475, Erstsendung: 22. Dezember 2002 bei SWR Fernsehen, Video mit Inhaltsangabe von SWR.
- Miniatur Wunderland – Hinter den Kulissen der größten digitalen Modellbahn der Welt. Dokumentarfilm, Deutschland, 2003, 106 Min., Buch und Regie: Mate Spörl, Produktion: Spiegel TV, Erstsendung: 2. April 2004 bei SpOn, Inhaltsangabe von Spiegel TV.
- Las Vegas in der Speicherstadt – Miniatur-Wunderland. Teil 2. Dokumentarfilm, Deutschland, 2004, 29:15 Min., Buch und Moderation: Hagen von Ortloff, Produktion: SWR, Reihe: Eisenbahn-Romantik Folge 540, Erstsendung: 31. Oktober 2004 bei SWR Fernsehen, Video mit Inhaltsangabe von SWR.
- Skandinavien in der Speicherstadt – Miniatur-Wunderland. Teil 3. Dokumentarfilm, Deutschland, 2006, 29:10 Min., Buch und Moderation: Hagen von Ortloff, Kamera: Andreas Stirl, Produktion: SWR, Reihe: Eisenbahn-Romantik Folge 622, Erstsendung: 26. November 2006 bei SWR Fernsehen, Video mit Inhaltsangabe von SWR.
- Alpenglühen im Wunderland – Miniatur-Wunderland. Teil 4. Dokumentarfilm, Deutschland 2008, 29:03 Min., Buch und Moderation: Hagen von Ortloff, Kamera: Andreas Stirl, Produktion: SWR, Reihe: Eisenbahn-Romantik Folge 675, Erstsendung: 4. Mai 2008 bei SWR Fernsehen, Video mit Inhaltsangabe von SWR.
- Die Welt im Maßstab 1:87. Miniatur-Wunderland. Dokumentarfilm, Deutschland 2012, 42:06 Min., Buch und Regie: Anne Mensing und Steffen Vogel, Produktion: Spiegel TV, Reihe: Will ich wissen!, Erstsendung: 10. Januar 2012 bei SpOn, Inhaltsangabe und Video.
- Faszination Mini-Erde. Die Welt im Modellformat. Dokumentarfilm, Deutschland, 2014, 13:57 Min., Buch und Regie: Michael Petsch, Produktion: ZDF, Erstsendung: 21. April 2014 bei ZDF, Inhaltsangabe vom ZDF.
- 24 Stunden im Wunderland – Die Nordreportage Dokumentarfilm, Deutschland 2018, 28:30 Min., Produktion NDR, Buch: Ralph Alexowitz, Erstsendung: 30. April 2018 im NDR Fernsehen, YouTube-Video, Inhaltsangabe vom NDR, Video in der ARD-Mediathek, verfügbar bis 3. November 2025.